# Budákov
Budákov, též Budáky (německy Pudageln) je malá vesnice, část obce Dolní Dvořiště v okrese Český Krumlov. Nachází se asi 4 km na severovýchod od Dolního Dvořiště. Je zde evidováno 7 adres.
Budákov leží v katastrálním území Mladoňov o rozloze 10,1 km².

## Historie
První písemná zmínka o vesnici pochází z roku 1379.
V roce 1843 Budákov patřil do panství Rožmberk, stálo zde 8 domů a žilo 50 obyvatel.
V letech 1869–1910 pod názvem Budáky jako osada obce Lhotka, v letech 1921-1930 to byla osada obce Mladoňov, v roce 1950 to byla osada obce Všeměřice, v letech 1961–1980 to byla část obce Rychnov nad Malší, od 1. 1. 1981 část obce Dolní Dvořiště.

## Další fotografie

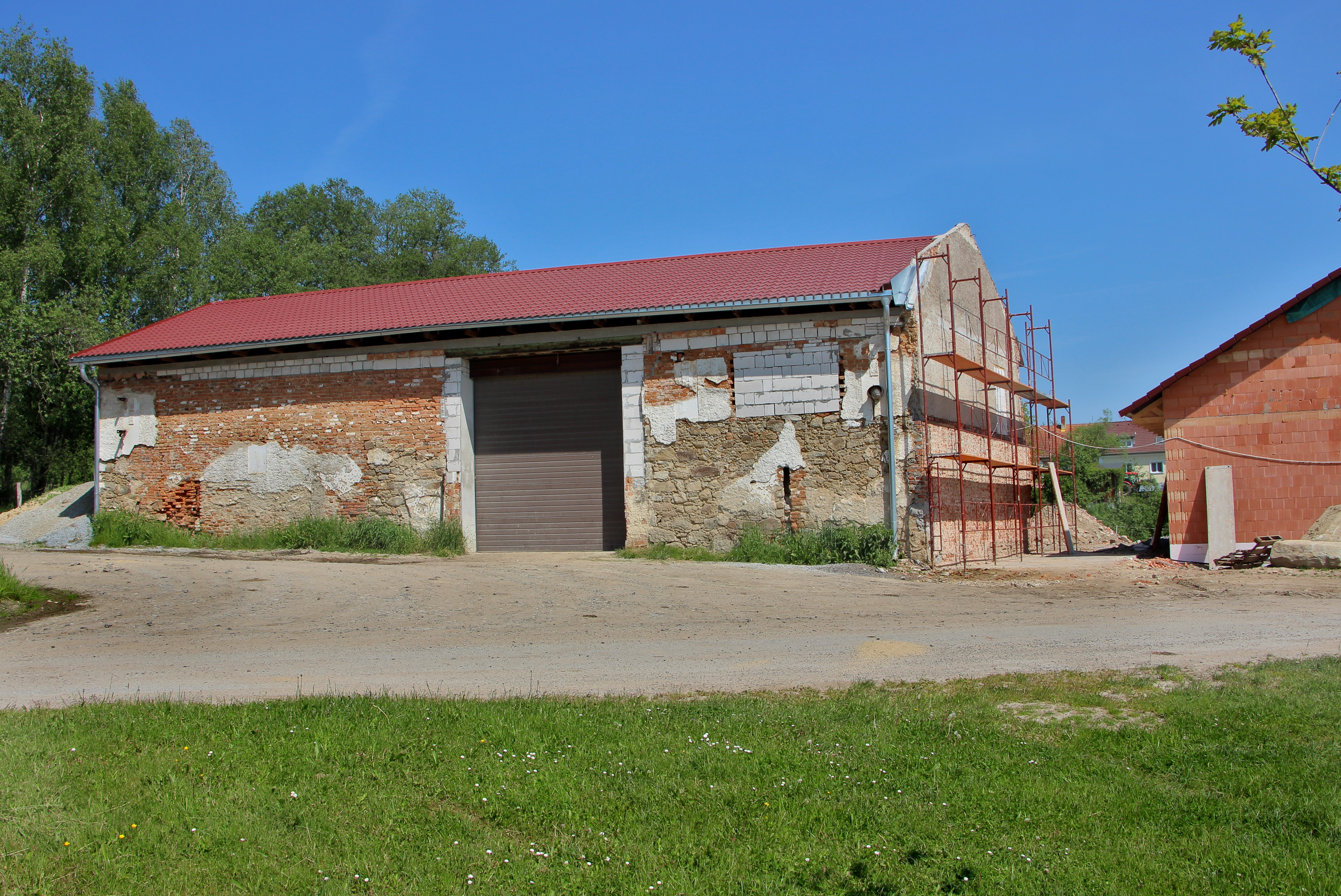
Dům čp. 6
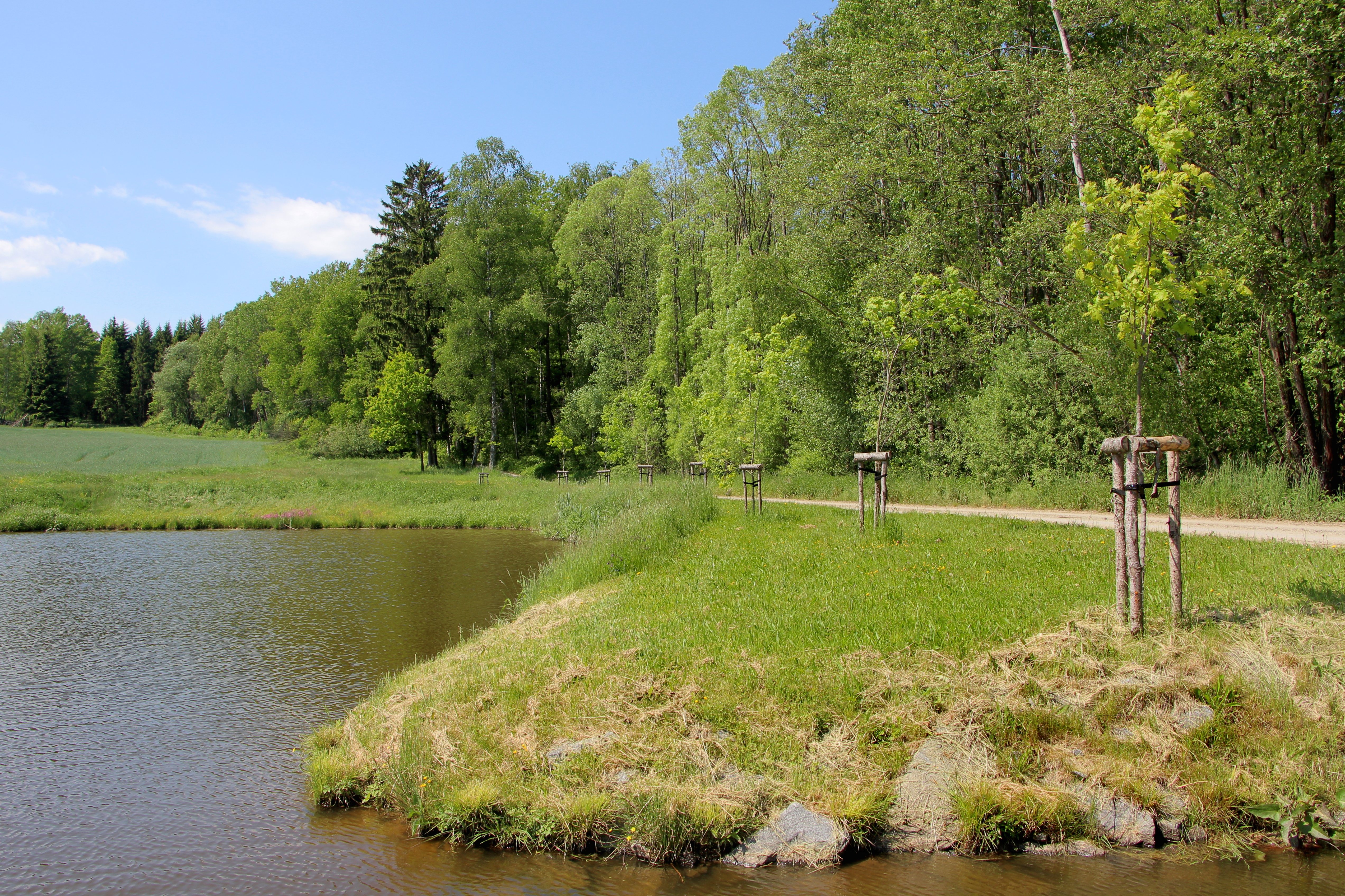
Jeden z vnitřní skupiny rybníků
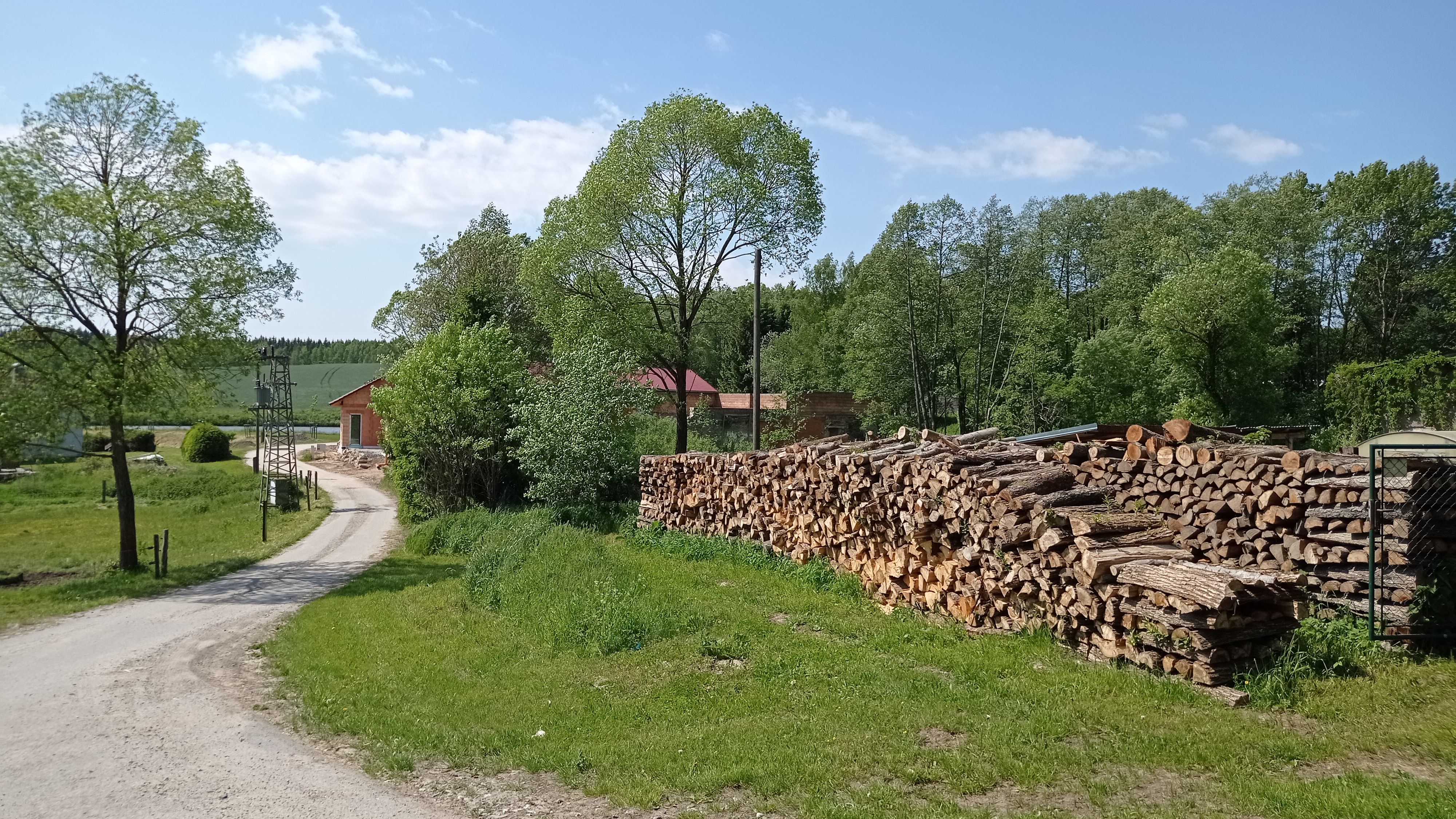
Severní část vesnice